# Open-Audit
Open-AudIT — система учёта оборудования предназначенная для сбора информации о имеющемся оборудовании и создания отчетов.
Open-AudIT является открытым программным обеспечением, разработанным и поддерживаемым Марком Унвином. Отчасти система базируется на одной из его прежних разработок Windows Inventory.
Серверная часть Open-AudIT написана с использованием PHP и использует для хранения данных БД MySQL. Клиент для Windows-систем написан на VBScript использованием WMI, для Linux-систем подготовлено несколько различных  shell-скриптов.

## Возможности
Open-AudIT скрипт для Windows платформы осуществляет опись по следующим категориям:

### Оборудование
- Жёсткие диски
- Разделы
- Устройства SCSI
- Оптические, ленточные накопители и дисководы
- Процессор и информация о BIOS
- Информация о ОЗУ
- Сетевые, видео и звуковые карты
- Мониторы
- Модемы
- Клавиатуры и мыши
- Информация о батареях
- Локально подключенные принтеры
- Устройства USB
- и многое другое

### Программное обеспечение
- Установленное и удалённое ПО
- Указание версий ПО
- Системные компоненты
- Обновления
- Список объектов автозапуска
- Сервисы
- Кодеки
- Ключи установленных продуктов:
  - Windows (95, 98, ME, NT, 2000, XP, 2003, Vista)
  - MS Office
  - Crystal Reports (9, 11)
  - Autocad
  - Photoshop
  - и другие
- Настройки ОС
- Основная информация (Тип ОС, Service Pack, Зарегистрированные пользователи и т.д.)
- Общие папки
- Настройки безопасности
- Информация о антивирусе и брандмауэре
- Сканирование сети и открытых портов посредством Nmap
- Пользователи и группы
- Настройки IIS
- Диаграммы использования дискового пространства
- История отчётов

Для внутреннего учёта введены дополнительные поля закреплённые за данным оборудованием (расположение стоимость и т.п.), не изменяемые при поступлении новых отчётов.

## Возможные проблемы
Для решения проблемы с кодировкой отсылаемого отчёта Windows клиентом (по умолчанию CP1251) следует добавить в файл конфигурации скрипта строку:
```
utf8 = "y"
```